# 田村貞信
田村 貞信（たむら　さだのぶ、生没年不詳）とは、江戸時代の浮世絵師。

## 来歴
師系不明。また田村吉信とは兄弟かともいわれるが定かではない。作画期は享保10年（1725年）頃から延享の頃にかけてで、西川祐信風の細判漆絵美人画と紅摺絵を描く。江戸通油町の村田屋から「西河風墨絵もやう三幅対」を出しており、「西河風」とは西川祐信の画風ということである。

## 作品
- 「西河風墨絵もやう三幅対 中」　細判漆絵　※画中に「絵師田村貞信筆　通油町村田屋板」とあり
- 「京美人之図」　細判漆絵
- 「内裏雛」　細判紅摺絵2枚続